# Wapiti Manchurian
Cervus canadensis xanthopygus
Sous-espèce
Le wapiti Manchurian (Cervus canadensis xanthopygus) est un mammifère herbivore de la famille des cervidés. C'est une sous-espèce du wapiti (Cervus canadensis). Il vit en Chine vers la Mandchourie qui lui ont donné son nom.